# Edward James Slattery

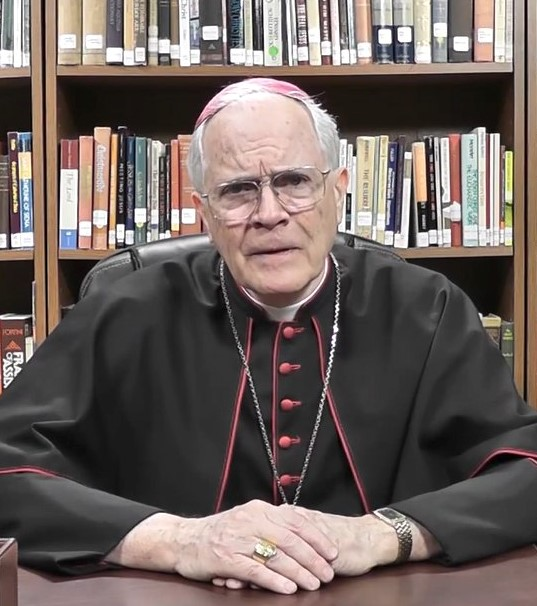
Bischof Edward James Slattery (2013)

Bischofswappen

Edward James Slattery (* 11. August 1940 in Chicago, USA; † 13. September 2024 in Tulsa) war ein US-amerikanischer Geistlicher und römisch-katholischer Bischof von Tulsa.

## Leben
Edward Slattery besuchte die Visitation of the BVM Grade School und das Archbishop Quigley Preparatory Seminary in Chicago. Am St. Mary of the Lake Seminary in Mundelein erwarb Slattery einen Master of Divinity. Er empfing am 26. April 1966 durch den Erzbischof von Chicago, John Cody, das Sakrament der Priesterweihe. 
Von 1966 bis 1971 war Edward James Slattery Assistenz-Priester in der Pfarrei St. Jude the Apostle Parish in South Holland, Illinois. Er war von 1971 bis 1976 Vizepräsident und von 1976 bis 1994 Präsident der Catholic Church Extension Society. Zudem war Slattery von 1976 bis 1989 Pfarrer der Pfarrei St. Rose of Lima.
Am 11. November 1993 ernannte ihn Papst Johannes Paul II. zum Bischof von Tulsa und spendete ihm auch am 6. Januar 1994 die Bischofsweihe; Mitkonsekratoren waren der Offizial im Staatssekretariat des Heiligen Stuhls, Kurienerzbischof Giovanni Battista Re, und der Sekretär der Kongregation für die Evangelisierung der Völker, Kurienerzbischof Josip Uhač.
Er war Prior der Ordensprovinz Tulsa des Ritterordens vom Heiligen Grab zu Jerusalem.
Am 13. Mai 2016 nahm Papst Franziskus seinen altersbedingten Rücktritt an.